# مزيل الرطوبة

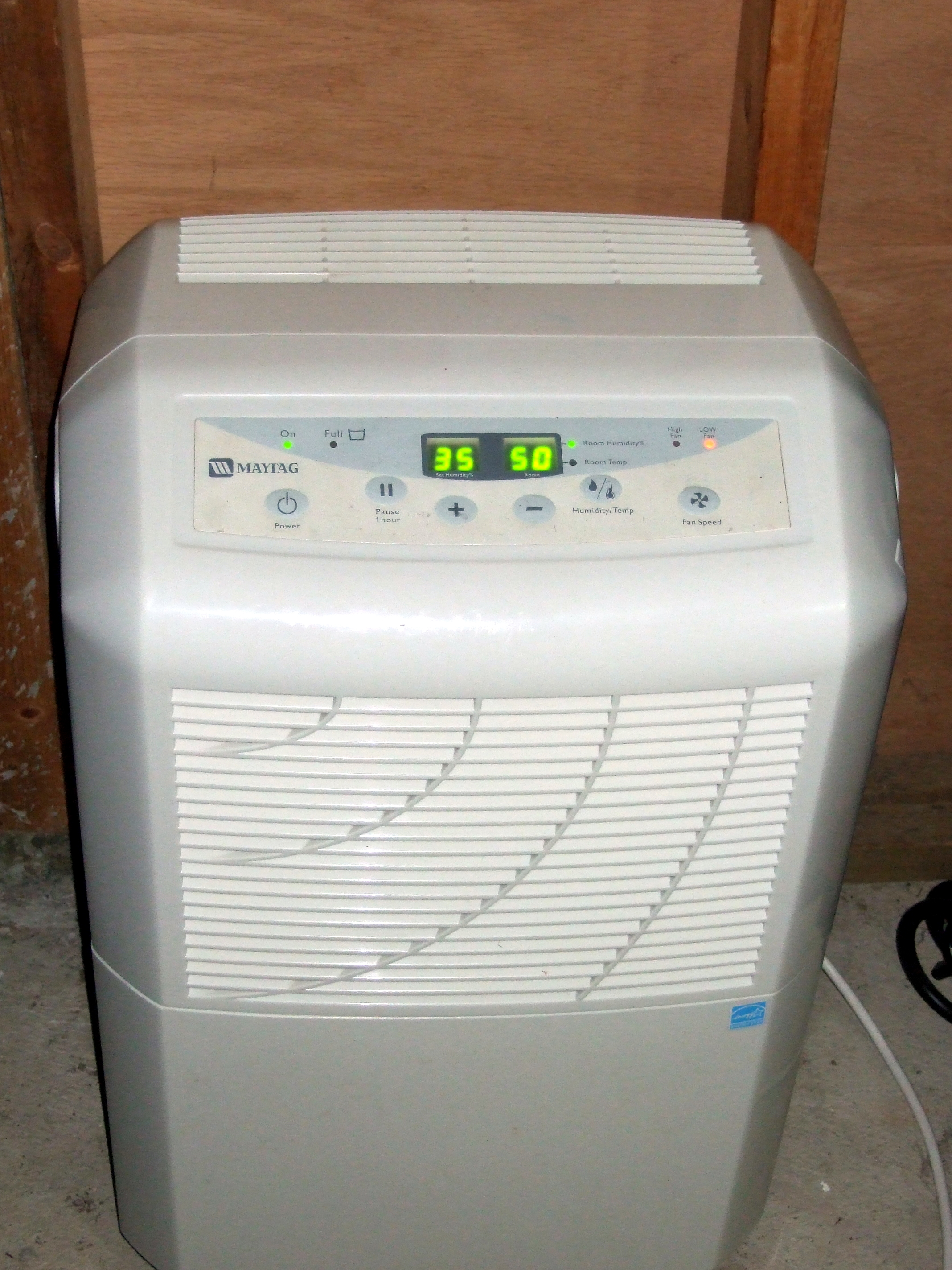
مزيل الرطوبة

مزيل الرطوبة أو المُزَرْطب جهاز كهرومنزلي يستعمل لتجفيف الهواء وتقليل نسبة الرطوبة قدر الإمكان. وذلك لأن الرطوبة قد تكون مزعجة للأشخاص المعتادين على السكن في مناطق جافة كما أن الرطوبة تحفز العفن على التشكل.

## فكرة العمل
تتناسب نسبة الرطوبة تناسبا طرديا مع نسبة بخار الماء في الجو. فكل ما يقوم به الجهاز هو أن يقوم بتكثيف بخار الماء وتحويله إلى ماء سائل وتجميعه في وعاء. ويقوم مزيل الرطوبة بتكثيف بخار الماء عن طريق امرار هواء الغرفة على أنابيب باردة في داخل الجهاز. ومن المعلوم أن تبريد بخار الماء يحوله إلى ماء سائل لإن ضغط بخار الماء يتناقص مع تناقص درجة حرارته. فحين يبرد بخار ماء يتحول إلى ماء سائل يجمعه الجهاز في وعاء وحين يمتلئ الجهاز فإن مجس امتلاء الوعاء يطفئ الجهاز تلقائيا لذا ينبغي تفريغ الجهاز بين الحين والآخر ويمتلئ الوعاد عادة في غضون 8-12 ساعة.